# Shogo Sakurai
Shogo Sakurai (桜井 鐘吾 Sakurai Shogo?, nacido el 3 de abril de 1984 en Kioto) es un exfutbolista japonés. Jugaba de delantero y su último club fue el FC Kyoto Bamb de Japón.

## Trayectoria

### Clubes
| Club            | País  | Año         |
| --------------- | ----- | ----------- |
| Mito HollyHock  | Japón | 2003 - 2004 |
| Grulla Morioka  | Japón | 2004 - 2005 |
| Sagawa Printing | Japón | 2006        |
| FC Kyoto Bamb   | Japón | 2007 - 2008 |